# نيكو ميلاميد
نيكو ميلاميد (بالإسبانية: Nicolás Melamed Ribaudo) هو لاعب كرة قدم إسباني في مركز الوسط، ولد في 11 أبريل 2001 في كاستيلديفيلس في إسبانيا. لعب مع إسبانيول.

## وصلات خارجية
- نيكو ميلاميد على موقع قاعدة بيانات كرة القدم.إي يو (الإنجليزية)
- نيكو ميلاميد على موقع Soccerway.com (الإنجليزية)